# Selles-sur-Nahon

Selles-sur-Nahon este o comună în departamentul Indre, Franța. În 1 ianuarie 2022 avea o populație de 62 de locuitori.